# Achille Muller
Pour les articles homonymes, voir Muller.
Achille Muller, né le 1er janvier 1925 à Forbach (France), est un résistant, membre des SAS durant la Seconde Guerre mondiale et militaire français. Il est l’un des sept derniers membres des Forces françaises libres encore en vie, et le dernier à avoir participé au débarquement.

## Biographie
Âgé de 17 ans, il quitte Forbach le 14 juillet 1942, réussit à franchir la ligne de démarcation et arrive à Lyon où il passe quelques mois. Il repart pour gagner l'Espagne.
Après être passé par Barcelone, Madrid, Séville, il rejoint la FFL le 10 février 1943 à Gibraltar puis embarque sur un navire britannique à Algésiras et arrive en Angleterre le même mois.
Il se présente au quartier général des FFL à Londres où il est mis sous surveillance pendant 72 jours par les services de renseignement britanniques qui le croyaient être un espion allemand. Ensuite, il est envoyé en Écosse pour devenir parachutiste.
Il participe aux opérations SAS en Bretagne en 1944,.
Il combat également pendant la guerre d'Indochine et la guerre d'Algérie.

## Distinctions
- Grand-croix de la Légion d'honneur (décret du 15 avril 2016) ; grand officier par décret du 15 octobre 2004, commandeur par décret du 25 avril 1995[2] ;
- Croix de guerre 1939-1945 (2 palmes et 1 étoile)[2] ;
- Croix de guerre des Théâtres d'opérations extérieurs (1 palme et 1 étoile)[2] ;
- Croix de la Valeur militaire (3 étoiles)[2] ;
- Médaille de la Résistance française (décret du 24 avril 1946)[8],[2] ;
- Médaille des évadés[8] ;
- Croix de guerre hollandaise[8].

## Hommages
En mai 2016, il est fait citoyen d'honneur de Vannes.
En août 2022, une place et un parking de Forbach, sa ville natale, sont nommés en son nom.